# Petrogenia
Petrogenia es un género de plantas con flores perteneciente a la familia de las convolvuláceas. Incluye una sola especie: Petrogenia repens I.M.Johnst..